# گویش ترکی قبرسی
لهجهٔ ترکی قبرسی (Cypriot Turkish) لهجه‌ای از زبان ترکی استانبولی که مردم ترک قبرس به این زبان تکلم می‌کنند. اتنولوگ شمار گویشوران این زبان را ۱۷۷،۰۰۰ (۱۹۹۵) برآورد کرده‌است.